# Giancarlo Ferrari
Giancarlo Ferrari (* 22. října 1942 Abbiategrasso) je bývalý italský lukostřelec. Měří 166 cm a byl členem milánského klubu CA Conte Biancamano.
Startoval na pěti olympiádách. V roce 1972 obsadil 33. místo a v letech 1976 a 1980 získal bronzovou medaili. V roce 1984 skončil na 25. místě a v roce 1988 obsadil 33. místo v soutěži jednotlivců a v soutěži družstev, která byla do olympijského programu zařazena po 68 letech, skončil s italským týmem na devátém místě.
Na mistrovství světa v lukostřelbě, které se konalo v roce 1977 v Canbeře, vybojoval s italským družstvem stříbrnou medaili.